# François Lequeux
Pour les articles homonymes, voir Lequeux.
François Lequeux est un physicien français spécialiste de la physico-chimie des polymères. Il est directeur scientifique de l'ESPCI ParisTech. Né le 1er décembre 1961, il est le fils de l'astronome James Lequeux. 
Francois Lequeux, diplômé de l'ENS (promotion 1981), commence ses travaux de recherche par l'étude des cristaux liquides à l'Université Paris-Sud 11 où il obtient son doctorat en 1988. Il est nommé au Laboratoire de dynamique des fluides complexes de l'université Louis-Pasteur de Strasbourg en 1990, puis au Laboratoire de physicochimie des polymères et milieux dispersés de l'ESPCI ParisTech en 1998. Il dirige ce laboratoire depuis 2000 et est responsable de la Chaire de partenariat entre Saint-Gobain, l'École polytechnique et l’ESPCI ParisTech. En 2008, il succède à Claude Boccara au poste de directeur scientifique de l'ESPCI ParisTech. François Lequeux étudie les phénomènes de séchage et de mouillage, les propriétés des élastomères renforcés et de la plasticité des polymères.
Francois Lequeux est lauréat de la médaille de bronze du CNRS (1994), du prix Louis Ancel de la SFP (2002), du prix Maurice Couette (2006) et du prix Fondation Michelin – Académie des sciences. Il est membre du conseil scientifique de Saint-Gobain recherche, du conseil scientifique de Tarkett, du comité d'orientation de la chaire « Sciences des matériaux Michelin-ESPCI ParisTech » et du pôle de compétitivité caoutchouc et polymères, Elastopole.